# Zahraniční obchod
Zahraniční obchod je obchod přes hranice státu. Může být světový nebo jednotlivých kontinentů se sousedními státy. Zahraniční obchod je jedním z důsledků dělby práce. Je základní formou propojení ekonomik.
Mezi hlavní příčiny rozvoje patří:
- Odlišnost přírodních a klimatických podmínek (těžba ner. surovin, zemědělství, cestovní ruch)
- Odlišný spotřebitelský vkus a preference (některá zboží mohou mít spotřebitele pouze v zahraničí)
- Snaha o zvyšování efektivity výroby (rostoucí míra dělby práce na mezinárodní úrovni, efektivní využití technologií, nutnost vyrábět určité množství, aby byl realizován zisk)
- Konflikt výroby a spotřeby – výroba se specializuje, spotřeba se diferencuje, dovoz umožňuje domácím výrobcům potřebnou specializaci

Absolutní výhoda znamená, že země je schopna vyrábět výrobek s nižšími náklady než země jiná. Komparativní výhoda je „výhoda ve srovnání“: Rozvoj nutí některé země vzdát se i výroby, ve které má absolutní výhodu. Zdůvodňuje to teorie komparativních výhod.
Jsou-li účastníky zahraničního obchodu jednotlivé národní ekonomiky, označuje se tato směna jako mezinárodní obchod nebo též světový obchod.

## Formy zahraniční obchodní politiky
- Protekcionismus (ochranářství) znamená ochranu vlastního trhu, výrobců a spotřebitelů pomocí cel, kvót a podobných opatření, která mohou vést k praktické neexistenci MO. Rozlišujeme 3 druhy protekcionismu: protekcionismus degresevní, s cílem ochránit odumírající odvětví ekonomiky, protekcionismus progresivní – ochrana progresivních odvětví, protekcionismus agresivní – posílení konkurenceschopnosti domácího produktu.
- Liberalismus – představuje volný obchod, za podmínek stanovených zákonnými předpisy, za zakladatele lze považovat Adama Smithe.

Vlády, nebo ekonomická uskupení aplikují protekcionismus vždy. Hájí se např. ochranou výrobců v určitém odvětví, udržením zaměstnanosti a koupěschopnosti, nebo ekonomickou nevyspělostí země. Vede to k neefektivnímu chování „chráněných“ ekonomických subjektů a dlouhodobě i ke snížení konkurenceschopnosti. Na druhou stranu vlády potřebují udržet nezaměstnanost na přijatelné míře, aby nebyly vyvolány sociální nepokoje. Protekcionistická opatření by měla být vždy důkladně zvážena s ohledem na konkrétní situaci.

### Argumenty pro a proti liberalizaci zahraničního obchodu
- Argument pracovních míst – obchod vede k zániku pracovních míst (při dovozu musí domácí výrobci omezovat výrobu); na druhou stranu obchod také zvyšuje počet míst, když se země začne zaměřovat na výrobu statků, u kterých má komparativní výhodu.
- Argument národní bezpečnosti – měla by být chráněna ta odvětví, která jsou důležitá pro bezpečnost státu (např. zbrojní průmysl), aby si země zachovala určitou samostatnost. Na druhou stranu každé odvětví může tvrdit, že je nezbytné a ovlivňovat tak vládu.
- Argument rozvíjejícího se odvětví – dočasné omezení obchodu a ochrana nově se rozvíjejících odvětví jim pomůže stát se konkurenceschopnějšími. Pak ale mohou tuto ochranu vyžadovat i starší odvětví.
- Argument nekalé konkurence – každá země má jiné podmínky a nejsou tak rovnocennými konkurenty; dovážené statky však zvyšují přebytek spotřebitelů dané země.
- Argument ochrany jako trumfu při vyjednávání – otevřená ekonomika může hrozit omezením obchodu vůči uzavřené ekonomice; ta se lekne a svá omezení stáhne, jinak by došlo ke snížení ekonomického blahobytu.

## Nástroje zahraničního obchodu
Nástroje lze dělit na autonomní a smluvní. Smluvními se rozumí bilaterální a multilaterální obchodní smlouvy, dohody a závazky vyplývající z členství v mezinárodních organizacích. Autonomní se dělí na pasivní tarifní – cla, celní sazebníky, apod.) a pasivní netarifní – celní řízení, kvantitativní restrikce, autolimitace, devizové restrikce, embargo, obchodní válka apod. Dále aktivní autonomní prostředky: vývozní subvence, dotace, daňové úlevy, podpora vědy a výzkumu, propagace, atd.
- Clo (dovozní) – zatěžuje importované zboží, tím zvyšuje jeho cenu na domácím trhu a dává prostor domácím výrobcům, kteří by při nižší ceně nebyli schopni vyrábět.
- Embargo – obvykle politicky motivované administrativní rozhodnutí o zákazu obchodu s určitou zemí nebo komoditou.
- Kvóty – snaha o zajištění stability trhu pomocí stanovení povoleného množství dováženého zboží. Vztahuje se ke komoditě nebo zemi producenta. Překročení kvóty by vedlo ke snížení ceny a část domácí produkce by byla neprodejná.
- Neviditelné překážky dovozu – jedná se o nepřímé znevýhodnění zahraničního výrobce. Cílová země stanoví např. hygienické nebo kvalitativní podmínky tak, že to je pro dovozce nerealizovatelné, nebo musí vynaložit dodateční náklady (promítne se zvýšením jeho ceny, která pak tolik neohrožuje domácí producenty).

## Specifika zahraničního obchodu
Ve srovnání s obchodem v rámci jednoho státu je zahraniční obchod náročnější:
- Jazyková bariéra – firma musí najmout někoho, kdo se "domluví"
- Právní bariéra – právní řád v cílové zemi může být velmi odlišný od domácího právního řádu, je tedy nutné vynaložit náklady na právního experta
- Kurzové riziko – pohyb kurzu může zásadně ovlivnit ne/výnosovost obchodu, jednotná měna EURO tu bariéru v rámci EU odstraňuje
- Vzdálenost – se vzdáleností rostou náklady na dopravu a pojištění, roste riziko poškození nebo znehodnocení zboží
- Tradice a náboženství – některé zboží může být vlivem náboženství nebo tradic v zemi neprodejné
- Je nutné zhodnotit politickou stabilitu, koupěschopnost místního obyvatelstva, míru korupce, konkurenci…

## Formy zahraničního obchodu
Export – vývoz zboží nebo služeb do zahraničí. Důsledkem exportu je příliv kapitálu do země, odkud se zboží nebo služby vyvážejí:
- přímý export – tuzemský producent a zahraniční odběratel jsou v přímém kontaktu. Producenti musí mít dobrý přehled o zahraničním trhu
- nepřímý export – mezi producenta a odběratele vstupuje zprostředkovatel, který nakupuje v tuzemsku a prodává v zahraničí. Nevýhodou může být marže, kterou si zprostředkovatel připočítá. Podnik ale ušetří náklady na podrobné sledování zahraniční situace

Reexport – vývoz zboží a služeb, které byly předtím dovezeny:
- přímý reexport – reexportér nakoupí zboží v zahraničí a jiné zemi ho prodá, aniž by zboží vstoupilo do země reexportéra
- nepřímý reexport – reexportér doveze zboží do své země a odtud ho vyveze (jako forma překonání obchodně politických překážek mezi cílovou zemí a zemí původu)

Import – dovoz zboží nebo služeb ze zahraničí. Důsledkem importu je odliv kapitálu ze země, kam se dováží:
- přímý import – tuzemský producent nakupuje v zahraničí
- nepřímý import – tuzemský producent nakupuje od tuzemského zprostředkovatele zahraničního zboží

## Clo
Clo je poplatek (zákonná platba), který vybírá státní orgán při přechodu zboží přes celní hranici daného státu.
Funkce cla:
- a) ochranná – chrání domácí trh před dovozem cizího zboží
- b) fiskální – zajišťuje příjmy státního rozpočtu (asi 4 % všech příjmů; z vybraného cla zůstane 1/4 ve státním rozpočtu a 3/4 jdou do rozpočtu EU)

### Druhy cla
Podle pohybu zboží
- dovozní clo – uvaluje se na dovážené zboží. Účelem je ochrana domácích výrobců před konkurencí
- vývozní clo – pokud zboží opouští území státu – vláda se snaží získat část příjmů z vývozu dané komodity. Vývozní clo se vztahuje především na suroviny. Přechodně se také uvaluje na zboží, jehož je na domácím trhu nedostatek a hrozí tak zvýšení ceny
- tranzitní clo – pro produkci, která není určena na trh dané země, pouze se převáží – nepoužívá se, nebo je stanoveno na nulu

Cla z hlediska způsobu výpočtu
- valorická – určena procentem z celní hodnoty
- specifická – určena pevnou částku za měrnou jednotku (kg, litry…)
- kombinovaná – kombinace výše uvedených

Ochranná cla
- antidumpingové – pokud importér dováží za cenu, která je zřejmě nižší než výrobní náklady (dumpingová cena), cílová země uvalí na zboží takové clo, aby se cena zvýšila přinejmenším natolik, aby domácí producenti byli schopni konkurovat
- preferenční – zvýhodněné sazby poskytované jen některým zemím (na základě dvoustranných smluv)
- odvetné – clo na dovoz je uvalené jako odveta zemi původu za clo uvalené na vývoz našeho zboží
- vyrovnávací – přirážka k normálním celním sazbám a zboží, které je v zemi původu dotováno

### Celní politika
Používá dvě skupiny nástrojů:
- smluvní nástroje – celní politika je předmětem mezinárodních smluv – řeší postup celních orgánů ve snaze zjednodušit a zrychlit celní řízení
- autonomní nástroje – představují jednostranná celní opatření ze strany státu, nebo uskupení států

## Obchodování
- mimo EU – jedná se o vývoz a dovoz, kdy zboží překračuje hranice státu a provádí se proclení dodávky. Fungují zde všechna opatření obchodní politiky (cla, množstevní kvóty, překážky, normy)
- v rámci EU – nejedná se o vývoz a dovoz. Funguje jednotný vnitřní trh = volný pohyb zboží. Dodávky se neproclívají, pro výrobky platí jednotné normy. Neexistují žádné technické, hygienické nebo veterinární bariéry.

### Zabezpečení prodeje
- Přímý prodej – domácí výrobní podnik sám prodává (vyváží) své výrobky do jiné země nebo je sám nakupuje (dováží). Musí mít dostatečné jazykové znalosti a znalosti techniky obchodování. Nutnost mít dostatečně kvalifikované zaměstnance.
- Nepřímý prodej – domácí výrobní podnik využívá služby obchodního podniku. Svoje výrobky prodá obchodnímu podniku, který je vyveze do jiné země. Pokud domácí podnik nakupuje, využije obchodní podnik, který výrobky v jiné zemi nakoupí a v ČR je pak prodává.
- Pomocí internetu – Při nepřímém prodeji můžeme uzavřít dohodu se zahraničním provozovatelem internetového obchodu, kterému budeme zboží dodávat, a které bude provozovatel prodávat spotřebitelům ve své zemi. Nebo můžeme přidat nabídku do zahraničního elektronického tržiště, kdy dodávku si musíme zajistit sami. Zahraniční zákazník ale nebude akceptovat prodej na dobírku nebo platby předem. Musíme mít zabezpečený systém plateb po internetu.

### Uzavření kupní smlouvy
Při prodeji mimo Česko – velký vliv má vzdálenost a jazykové bariéry. Rostou rizika poškození pro dopravě, nezaplacení, nebo nepřevzetí zboží, rizika ztrát vlivem poklesu kursu dané měny. Při prodeji musíme zvážit politická rizika – nepokoje, stávky, převraty, zákazy dovozu.

### Dodací podmínky
Dodací podmínky – určení místa, do kterého bude zajišťovat dopravu prodávající a od kterého kupující:
- kdy přecházejí rizika poškození a ztráty zboží z prodávajícího na kupujícího
- kdy přechází hrazení nákladů na dodání z prodávajícího na kupujícího
- povinnosti prodávajícího a kupujícího při zajištění dopravy a dokumentů (dopravní avízo, kontrola)

### Realizace dodávky
- odeslání dodávky – zaslání přepravních dispozic, zaslání návěští zásilky nebo odvolávky. U pravidelných dodávek nebývá toto oznámení potřebné
- expedice – na základě objednávky, příprava zboží k odběru ve skladu, nakládání. Ve velkých podnicích až po vystavení expedičního příkazu
- dodání, převzetí, přejímka – na základě dodacího listu. Pokud dodavatel nevyužije vlastní dopravu, vystaví se přepravní list (železniční nákladní list)

Někdy jsou vyžadovány další doklady:
- osvědčení (certifikát) – nejčastěji osvědčení o jakosti (udává, zda produkt splňuje normy – ČN a ISO), zdravotní osvědčení (veterinární u zvířat)
- technická dokumentace, návod k obsluze (elektronika)
- záruční list – podmínka pro uplatnění reklamace (u složitějšího zboží)
- fakturace – měla by dorazit současně se zásilkou nebo dodatečně, pokud je požadováno placení předem. Pokud jsme plátci DPH vystavíme zálohovou fakturu (částečná úhrada). Po zaplacení a dodání vystavíme daňový doklad, ale musíme ho vyplnit v den uskutečnění zdanitelného plnění
- zaplacení
  - před dodáním
  - při dodání
  - po dodání

### Vývoz mimo EU
Proclení začíná tím, že dovozce podá dodávku k proclení. Může ho zastupovat jiná osoba – (dopravce, speditér), který zajistí vyplnění celních dokladů a proclení. Při proclení se zásilka navrhuje do celního režimu, který určuje, jak bude placeno clo, DPH nebo další dávky (zemědělské produkty). Při vývozu se na hranici země prodávajícího neplatí clo ani DPH (země, kam zboží směřuje, vybírá při překročení hranic z dováženého zboží dovozní clo a DPH), protože by se platilo dvakrát). Při proclení se provádí
- vnitřní prohlídka – probíhá ve výrobním závodě, nebo v místě kde se zásilka nakládá. Jde o kontrolu zboží a dokladů. Zásilka se opatří celní uzávěrou (plombou)
- vnější kontrola – probíhá na hranici. Jedná se o kontrolu celních závěr. U individuální turistiky jde o prohlídku vyvážených věcí

V zemi, kam zboží směřuje, probíhá opět proclení, tzn. že až na vstupní hranici se bude vybírat clo a DPH.

### Prodej mezi státy EU
Neprobíhá proclení, ale existují rozdíly v sazbách DPH. Uplatnění DPH při obchodování uvnitř EU je podobné jako při vývozu a dovozu. Místem zdanitelného plnění je země příjemce. Při prodeji do jiné země EU jsou zboží a služby v zemi původu od DPH osvobozeny. V zemi určení se DPH vybírá – tzv. samovyměření (harmonizace zákonů s EU). Liší se podle toho, zda jde o plátce nebo neplátce.